# Gragea (dulce)

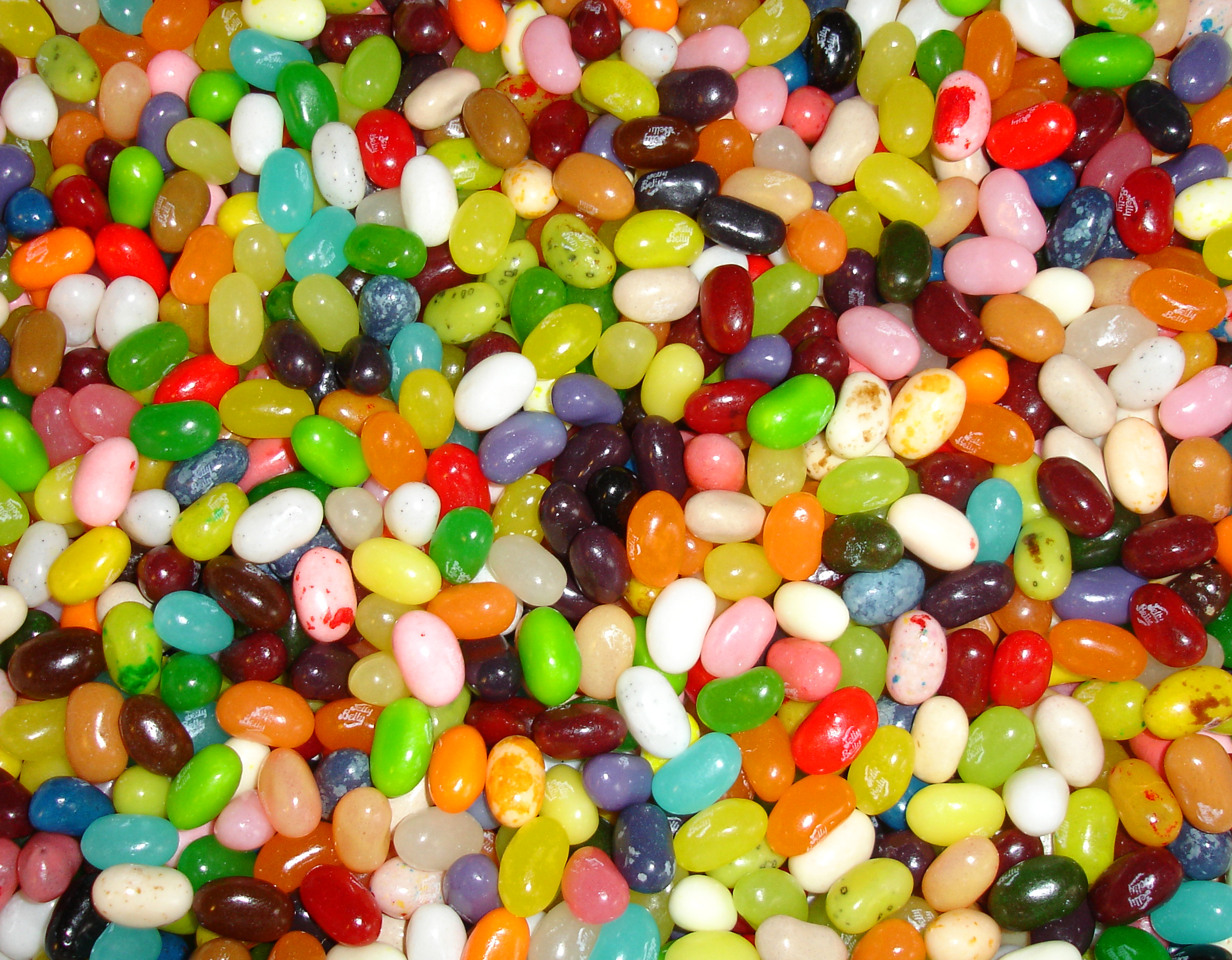
Una colección.

Las grageas de jalea son dulces de exterior crujiente y rellenos de jalea. Tiene sus orígenes en dos dulces diferentes: uno con un centro de lokum (delicia turca) y el exterior es de almendras cubiertas con una capa de azúcar; ambos del siglo XVII.

## Historia
Las grageas fueron inventadas como chocolate en los Estados Unidos durante la época de la guerra civil estadounidense. Durante ese conflicto estos dulces eran mandados a los soldados para su «sprit de corps» (francés esprit de corps, espíritu de cuerpo, sentido de pertenencia al grupo). En los años 1930 recibieron popularidad como golosinas para la época de pascua. Durante los inicios del siglo XX en Norteamérica se llamaba Jellybean a los hombres con características de dandi o de metrosexual. Una de las empresas que los fabrica es Jelly Belly Candy Company.

## Características
Los ingredientes son diversas variedades de azúcar, jarabe de maíz y almidón culinario. Los ingredientes también incluyen en poca cantidad lecitina (para emulsión), agente anti-espuma, cera estampada o de carnaúba, sal y alcohol.